# Boerhavia coulteri
Boerhavia coulteri är en underblomsväxtart som först beskrevs av Joseph Dalton Hooker, och fick sitt nu gällande namn av Sereno Watson. Boerhavia coulteri ingår i släktet Boerhavia och familjen underblomsväxter. Inga underarter finns listade i Catalogue of Life.

## Bildgalleri

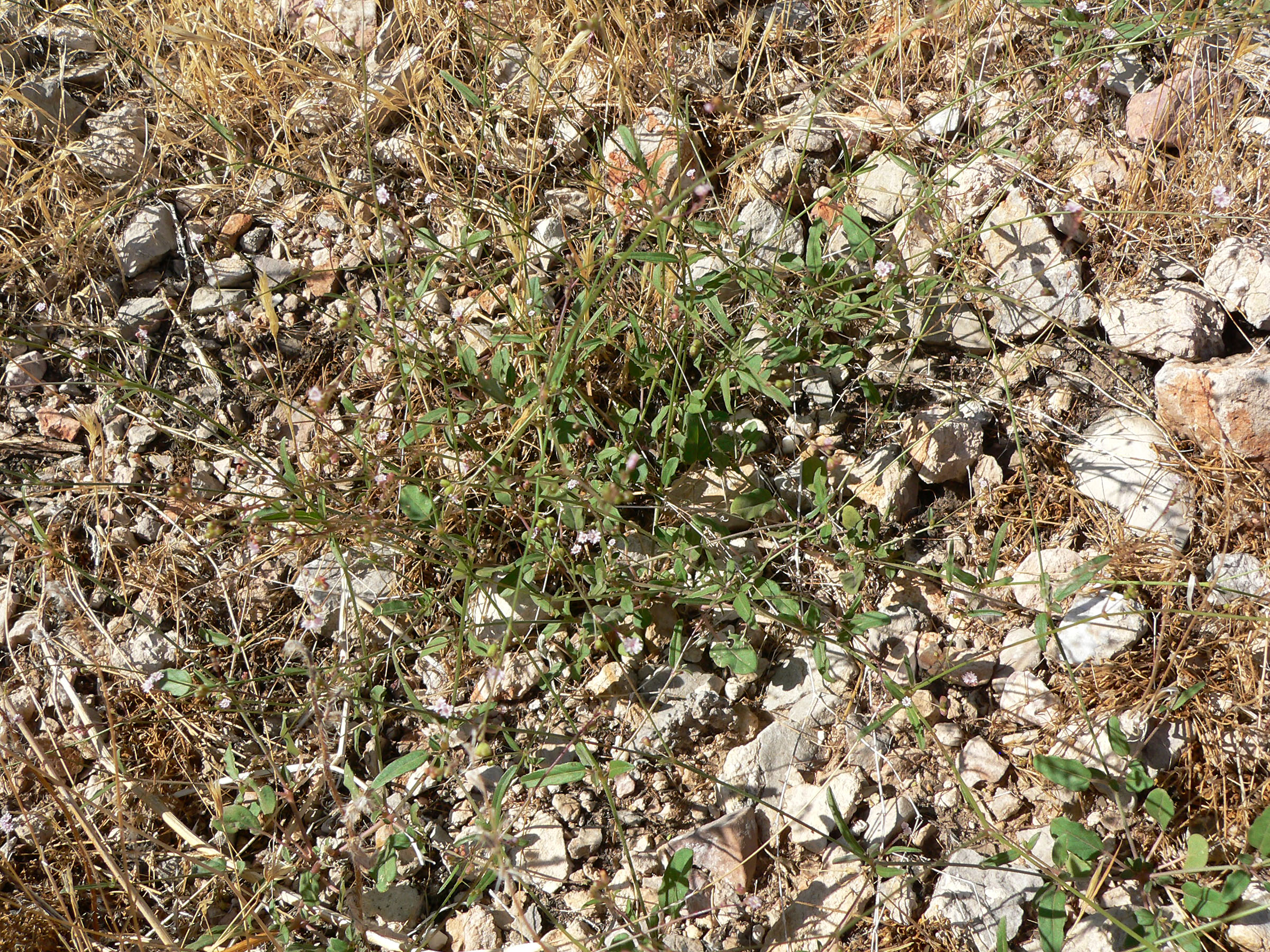
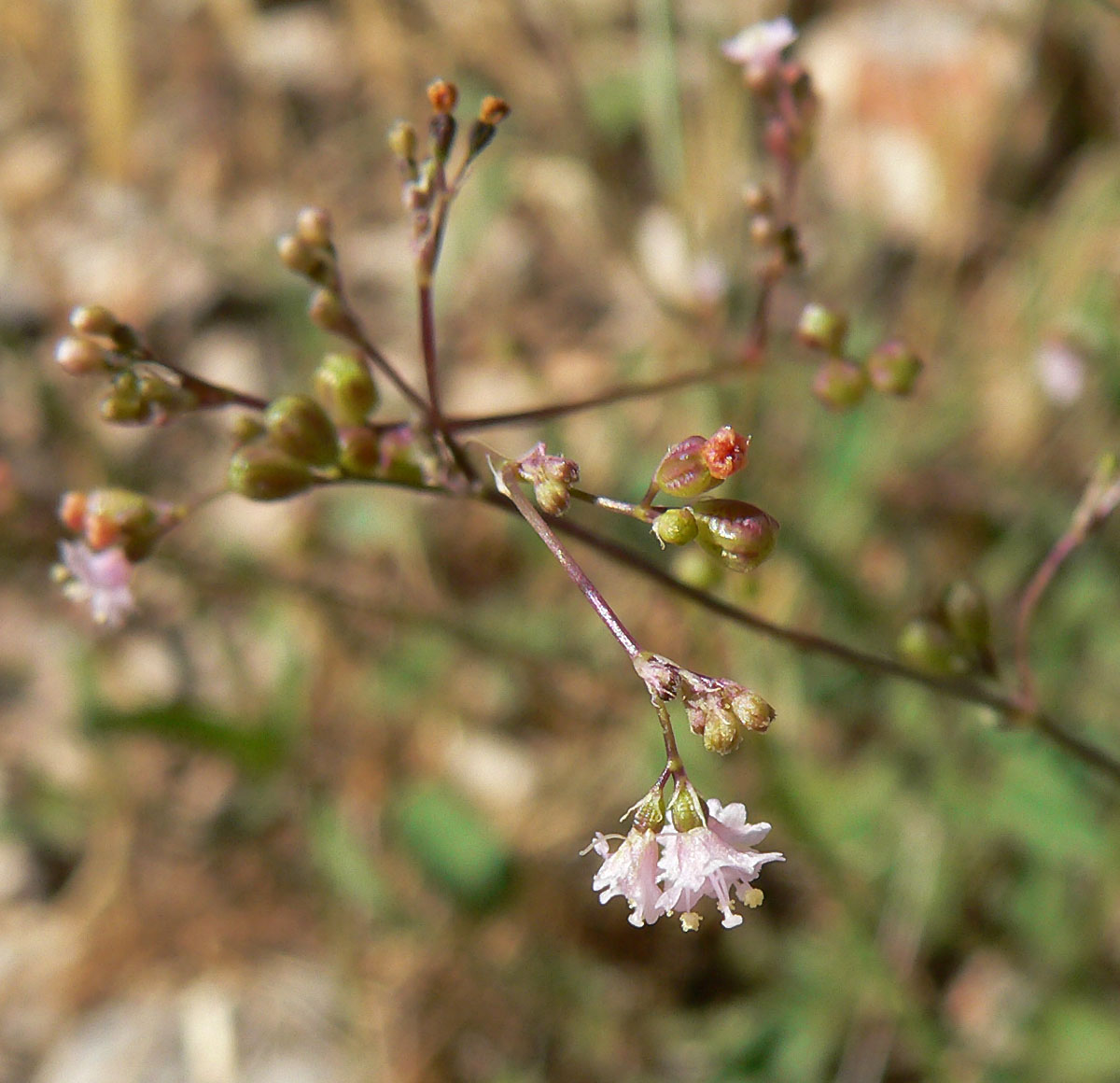
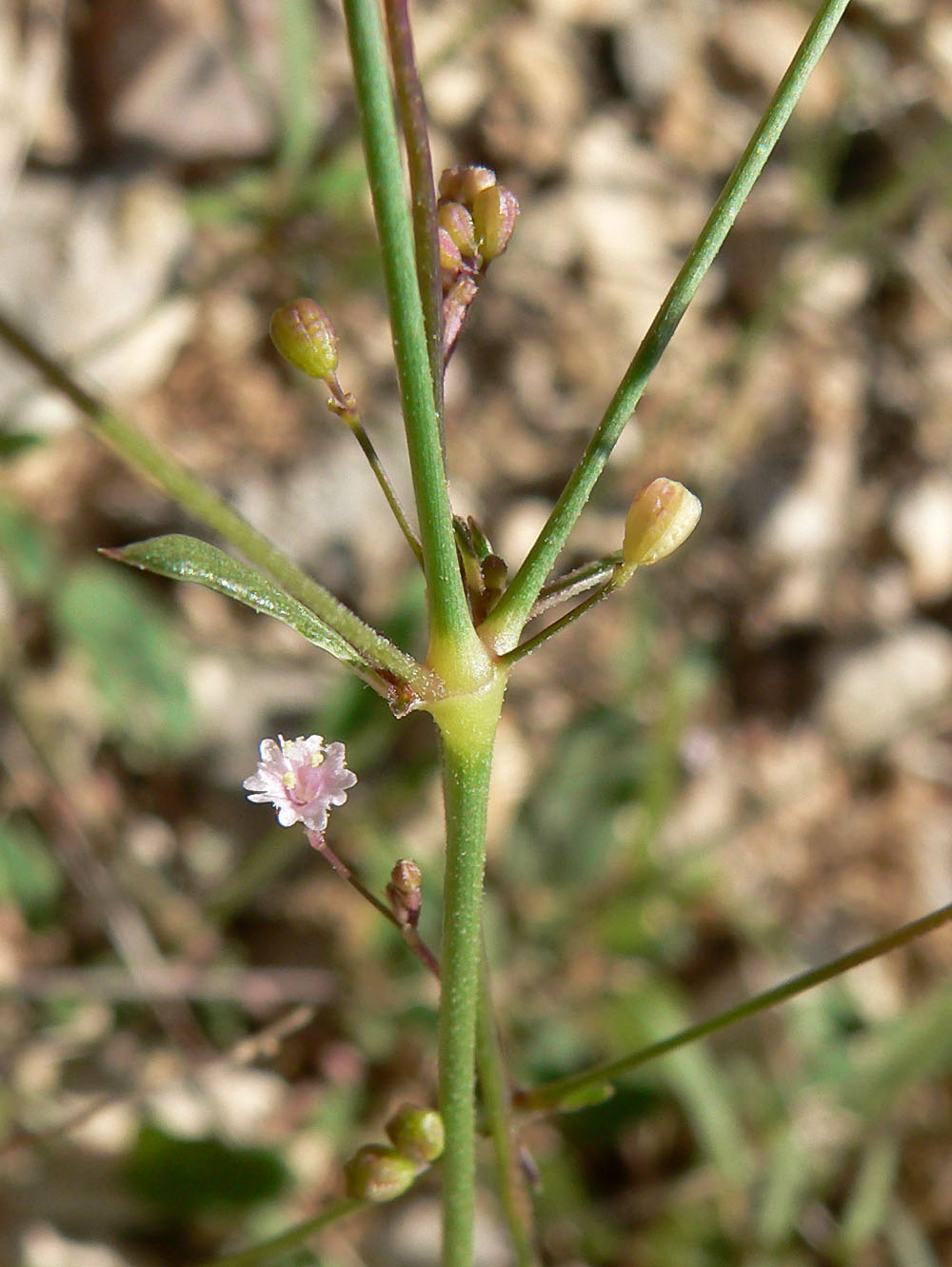
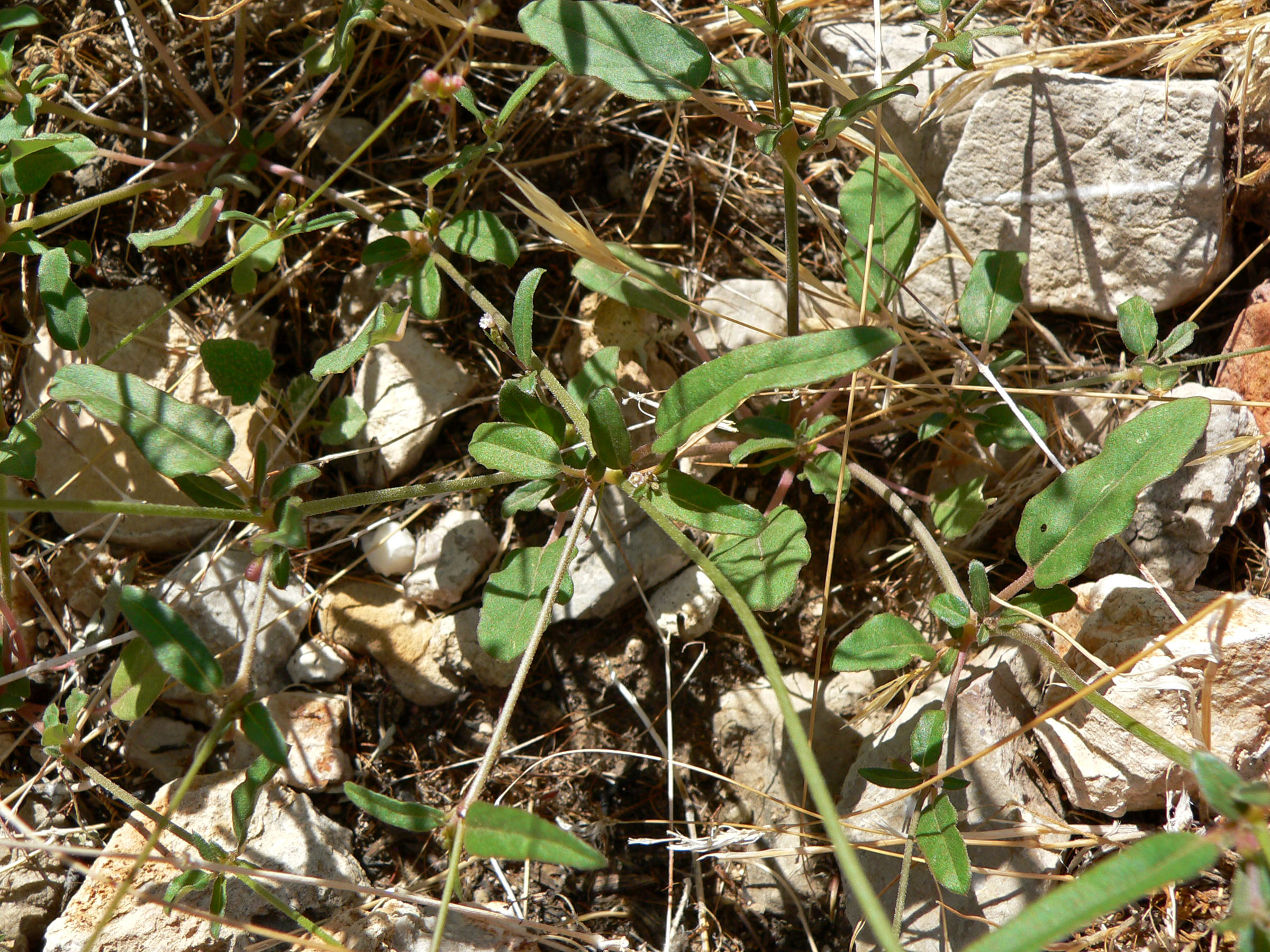
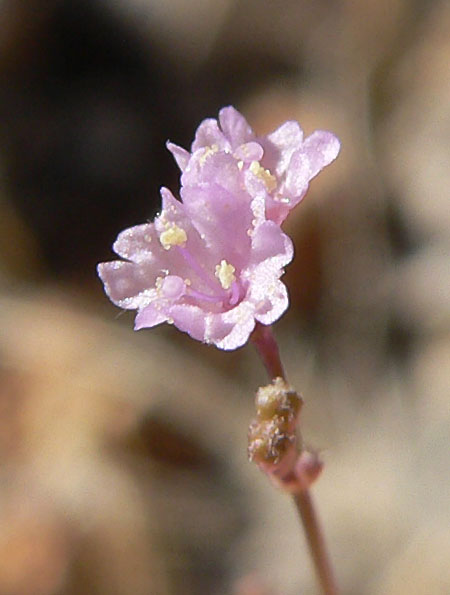